# Wirbelabscheider
Ein Wirbelabscheider ist eine Abwasserbehandlungsanlage in Form einer runden Einheit, in dem das Abwasser tangential eingeleitet wird.
Man unterscheidet Wirbelabscheider für die Regenwasseraufbereitung, in denen lediglich Sedimente durch Absinken abgeschieden werden können und Wirbelabscheider für die Aufbereitung industrieller Abwasser, in denen Leichtflüssigkeiten (z. B. Öl) und Sedimente bis zu einer Partikelgröße von 5 µm simultan abgeschieden werden können.

## Wirbelabscheider für industrielle Abwasser

### Funktionsprinzip
Das Funktionsprinzip des Wirbelabscheiders beruht auf dem unterschiedlichen Strömungsverhalten von Leichtflüssigkeiten (z. B. Öl, Diesel, Benzin) mit Wasser und dem Dichteunterschied dieser organischen Bestandteile und der in der Flüssigkeit gegebenenfalls enthaltenen Sedimente (z. B. Sand). Dabei wirken zentrifugale und zentripetale Kräfte auf das Wasser-Öl-Sand-Gemisch und trennen die Stoffe voneinander.
Dieser Wirbelabscheider ist eine Weiterentwicklung der herkömmlichen Öl- und Benzinabscheider oder auch der Koaleszenzabscheider. Als Energie benötigt das System lediglich ein Gefälle von ca. 10 cm. Das System bietet einen verstopfungsfreien Durchgang, der größer als 60 mm ist. Im Wirbelabscheider werden insgesamt vier unterschiedliche Naturgesetze in einem System genutzt:

Schemadarstellung eines Wirbelabscheiders in der Draufsicht

1. Die zentrifugale und zentripetale Kraft: Während sich schwere Partikel zentrifugal nach außen zum Rand der Leitwände hin bewegen und absetzen, strömen gleichzeitig Leichtflüssigkeiten zur Mitte, zu den Innenwänden hin, also zentripetal gerichtet.
2. Die adhäsive Kraft: Während die Außenwände des Spiralsystems ölabweisend ausgestattet sind, ist die Innenwand mit ölanziehendem Materialkomposition beschichtet. Kleinste Öltröpfchen, die sich ohnehin schon durch die zentripetal Kraft zu Innenwand bewegen, werden so zusätzlich angezogen und haften zum Teil kurzfristig an der Leitwand an.
3. Die pulsierende Kraft: Durch unterschiedliche Wandabstände in der Spirale entsteht – durch langsam und schnellere Fließbewegungen – die angestrebte pulsierende Strömung, die den Koaleszenzeffekt der Öltröpfchen optimal unterstützt.
4. Die Zirkulations- und Wirbelkoaleszenz: Bei den Wirbelabscheidern sammeln sich die Öle in der Mitte (analog dem Schaum beim Rühren in einer Tasse). Dort werden die Öle von der Oberfläche über einen Trichter abgezogen. Durch die Wirbelenergie entsteht in der Mitte eine Wirbelsenke und ein Sogeffekt.

### Einsatzgebiete
Der Wirbelabscheider kann überall dort eingesetzt werden, wo Leichtflüssigkeiten und/oder Schwebepartikel vom Wasser getrennt werden müssen. Einsatz findet der Wirbelabscheider zum Beispiel bei der effektiven Reinigung von Oberflächenwasser insbesondere großer Betriebsflächen (verschmutztes Regenwasser auf Flughäfen, Raffinerien, See- und Binnenhäfen, Schrottplätze usw.) oder als Vorstufe bei der Aufbereitung industrieller Prozess- und Betriebswasser. Dabei kann der Wirbelabscheider in Bezug auf das Volumen in der Regel deutlich kleiner ausgelegt werden als herkömmliche Abscheider.
Mit dem Wirbelabscheider wird eine Reinigungsleistung von kleiner 5 mg/l erreicht.